# Marcus Junius Silanus (consul en -109)
Pour les articles homonymes, voir Iunius Silanus.
Marcus Junius Silanus est un homme politique et général de la République romaine, consul en 109 av. J.-C. Il est vaincu par les Cimbres en Gaule narbonnaise.

## Famille
Il est membre de la famille plébéienne des Iunii Silani.
Marcus Junius Silianus a deux fils d'une épouse inconnue, Decimus Junius Silanus, consul en 62 av. J.-C. et un Caius. Par ses deux fils, il est grand-père de consuls du début du règne d'Auguste, qui en fait des patriciens au début de l'Empire romain.

## Biographie
En 124 ou 123, il est peut-être tribun de la plèbe, et introduit une lex Iunia contre l'exploitation des provinces par les gouverneurs romains. Ce plébiscite n'est que citée dans une loi et n'est pas datée, elle est peut-être bien antérieure,.
En 113 ou 112, il est peut-être préteur en Hispanie.
Marcus devient consul en 109 avec Quintus Caecilius Metellus, grâce, selon Cicéron, à la qualité de son éloquence politique.
Durant son consulat, une loi transforme définitivement les locations du domaine public en propriétés privées. La plus grande partie de l’ager publicus se trouve définitivement privée. Il n’y a plus de loi agraire de grande envergure possible. Cela met fin aux dispositions prises par les Gracques. Il met aussi fin aux dispositifs mis en place par Tiberius Gracchus d'exemption ou réduction de la durée du service militaire,.
Alors que son collègue reçoit le commandement de la guerre contre Jugurtha, il doit faire face aux Cimbres en Gaule narbonnaise qui reviennent d'Hispanie. Il reçoit leurs ambassadeurs et les envoie au Sénat où ils demandent des terres pour s'installer paisiblement. À l'instar de Cnaeus Papirius Carbo quatre années plus tôt, Silanus espère un triomphe rapide et attaque par surprise ses ennemis alors que les négociations ne sont pas closes. Silanus est battu par les Cimbres et doit abandonner son camp,, perdant toute son armée dans la région de Lyon. Cette défaite date peut-être de 108. Le résumé de l'histoire romaine de Tite-Live inverse la défaite romaine et la demande de terres où s'établir.
Fin 104 ou 103, il est par deux fois attaqué en justice par le tribun de la plèbe Cnaeus Domitius Ahenobarbus. Une première fois, Ahenobarbus lui reproche d'avoir mené sa bataille de sa propre initiative sans mandat du peuple et sans ordre du Sénat, mais Silanus est acquitté par les comices tributes, seules deux tribus sur trente cinq ayant voté contre lui. La seconde fois pour venger les injustices faites à un de ses amis en Gaule, et une nouvelle fois, Silanus est acquitté,. Domitius cherche à profiter d'une nouvelle loi pour attaquer aussi le princeps senatus Marcus Aemilius Scaurus, pour non-respect de certains rites, le but étant probablement de faire exclure du Sénat les deux consulaires par le biais de cette lex Cassia qui exclut du Sénat les condamnés, mais c'est un double échec.